# アッルヴィオーニ・ピオーヴェラ
アッルヴィオーニ・ピオーヴェラ（伊: Alluvioni Piovera）は、イタリア共和国ピエモンテ州アレッサンドリア県にある、人口約1,700人の基礎自治体（コムーネ）。
コムーネ統廃合 (it:Fusione di comuni italiani) により、アッルヴィオーニ・カンビオとピオーヴェラが合併して2018年1月1日に発足した。

## 地理

### 位置・広がり

#### 隣接コムーネ
隣接するコムーネは以下の通り。
- アレッサンドリア
- バッシニャーナ
- イーゾラ・サンタントーニオ
- モンテカステッロ
- リヴァローネ
- サーレ

### 地震分類
イタリアの地震リスク階級 (it) では、3 に分類される
。

## 行政

### 分離集落
アルベーラ・リーグレには、以下の分離集落（フラツィオーネ）がある。
- Alluvioni Cambiò, Grava Piovera